# Єрські острови
Єрські острови (фр. Iles d' Hyères) — група невеликих островів перед Єрським рейдом Середземного моря, в Південній Франції, поруч з містом Єр. Острів Іль-дю-Леван, східний та найменший, до 129 м заввишки, густо поріс лісом та багатий на мінерали граната, турмаліну, титану та ін. На ньому розташовані маяк і колонія для малолітніх злочинців. Острів Поркероль, західний, 8 км завдовжки, 2 км завширшки; на острові споруджені міцні укріплення, маяк. Інші два острови — Баго та Пор-Кро, на них 1963 року було створено природний заповідник. Загальна площа островів — 26 км ². Входять до департаменту Вар.